# Scleropactes columbiensis
Scleropactes columbiensis är en kräftdjursart som först beskrevs av Arthur Sperry Pearse 1915.  Scleropactes columbiensis ingår i släktet Scleropactes och familjen Scleropactidae. Inga underarter finns listade i Catalogue of Life.